# Embraer EMB 314 Super Tucano
EMB-314 Super Tucano — лёгкий турбовинтовой штурмовик, выпускающийся бразильской компанией Embraer.
Первый прототип самолёта поднялся в воздух в 1999 году. Изначально проектировался как учебный самолёт, но впоследствии был доработан для нанесения ударов по слабозащищённым воздушным и наземным целям. Тем не менее кабина пилота штурмовика защищена кевларовой бронёй. 
«Супер Тукано» в целом ряде стран применялся как контрпартизанский самолёт, а также для борьбы с перевозками наркотиков на поршневых летательных аппаратах.

## Конструкция
Одномоторный низкоплан. Воздушный винт с пятью лопастями.
Каждое крыло может быть оснащено 12,7-мм пулемётом FN Herstal M3P скорострельностью до 1100 выстрелов в минуту, с 200 патронами.

## Применение
«Супер Тукано» применялся в борьбе с партизанским движением в Колумбии.
Участвовал в конкурсе ВВС США по закупке от 100 до 200 штурмовиков этого типа, которые должны были применяться против талибов в Афганистане.
30 декабря 2011 года ВВС США объявили, что в результате проведенного конкурса выбрали легкий многоцелевой самолёт A-29 Super Tucano производства компании Embraer, для использования в качестве самолёта лётной подготовки, разведки и авиационной поддержки войск. Самолёты будут производиться  совместно с компанией Sierra Nevada Corporation. Контракт стоимостью 355 млн долл. США предусматривал поставку 20 самолётов. Одна из партий самолётов предназначалась для ВВС Афганистана.
В настоящее время[когда?] более 150 штурмовиков «Супер Тукано», состоящие на вооружении ВВС ряда стран мира, налетали 130 000 часов, в том числе 18 000 часов в боевых вылетах.

## Галерея

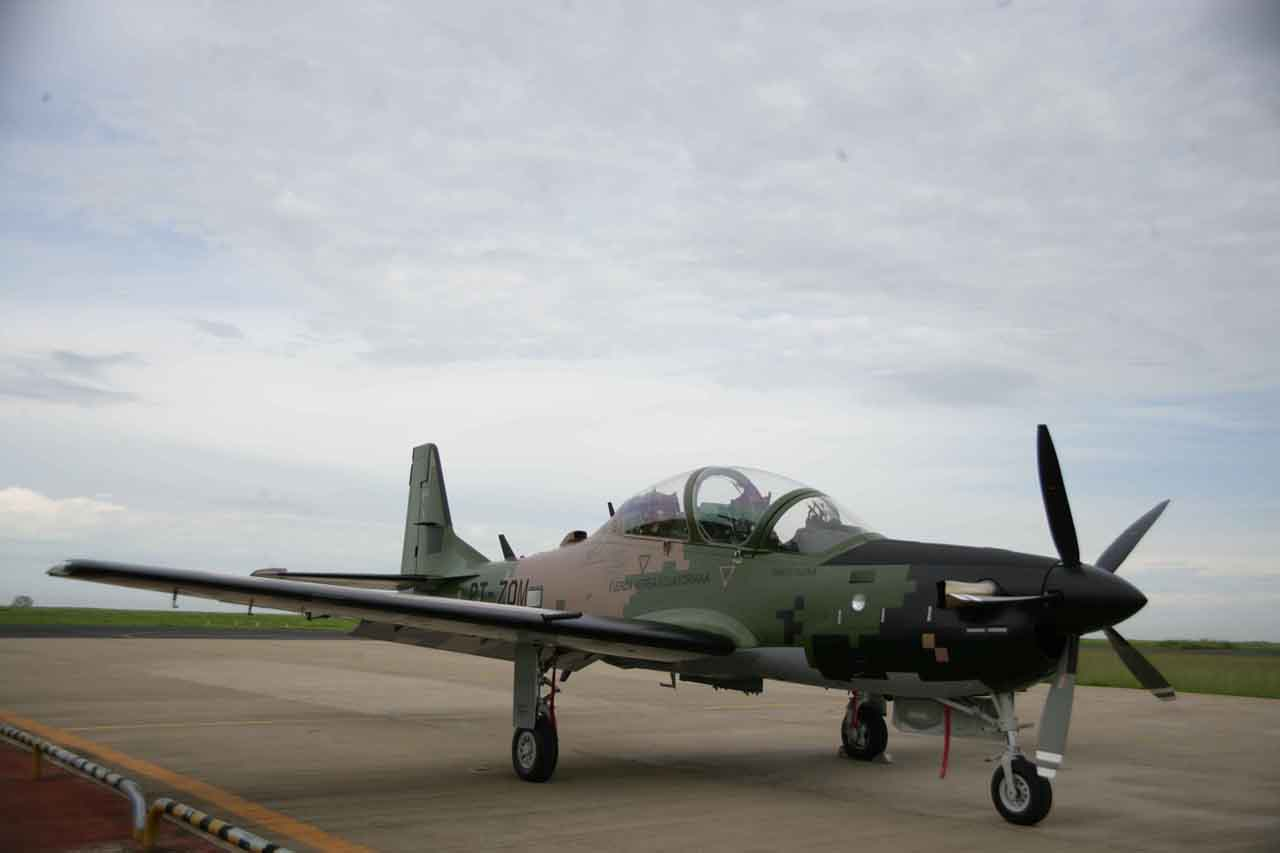

## На вооружении
- Ангола — 6 EMB-314 Super Tucano по состоянию на 2024 год[4]
- Бразилия — 81 EMB-314 (38 A-29A, 43 A-29B) Super Tucano по состоянию на 2024 год[5]
- Буркина-Фасо — 3 EMB-314 Super Tucano по состоянию на 2024 год[6]
- Доминиканская Республика — 8 EMB-314 Super Tucano по состоянию на 2024 год[7]
- Египет — 54 EMB-314 Super Tucano по состоянию на 2024 год[8]
- Индонезия — 13 EMB-314 (A-29) Super Tucano по состоянию на 2024 год[9]
- Колумбия — 24 EMB-314 (A-29) Super Tucano по состоянию на 2024 год[10]
- Мавритания — 2 EMB-314 Super Tucano по состоянию на 2024 год[11]
- Чили — 22 EMB-314 Super Tucano по состоянию на 2024 год[12]
- Эквадор — 17 EMB-314 Super Tucano, по состоянию на 2024 год[13]
- Ливан — 6 EMB-314 Super Tucano по состоянию на 2024 год[14]
- Мали — 3 EMB-314 (A-29) Super Tucano по состоянию на 2024 год[15]
- Нигерия — 12 EMB-314 (A-29B) Super Tucano по состоянию на 2024 год[16]
- Филиппины — 6 EMB-314 Super Tucano по состоянию на 2024 год[17]
- Туркменистан — 5 EMB-314 Super Tucano по состоянию на 2024 год[18]

## Тактико-технические характеристики
Технические характеристики
- Экипаж: 2 человека
- Длина: 10,53 м
- Размах крыла: 11,14 м
- Высота: 3,9 м
- Площадь крыла: 19,4 м²
- Масса пустого: 3020 кг[19]
- Максимальная взлётная масса: 5200 кг
- Масса топлива во внутренних баках: 650 кг
- Объём топлива в ПТБ: 2×323 л
- Силовая установка: 1 × ТВД Pratt&Whitney PT6A-68/3
- Мощность двигателей: 1 × 1600 л. с. (1 × 1193 кВт)

Лётные характеристики
- Максимальная скорость: 590 км/ч
- Крейсерская скорость: 520 км/ч
- Скорость сваливания: 148 км/ч
- Практическая дальность: 1330 км
- Перегоночная дальность: 2850 км
- Практический потолок: 10 670 м
- Скороподъёмность: 24 м/с
- Нагрузка на крыло: 200  кг/м²
- Тяговооружённость: 306 Вт/кг
- Максимальная эксплуатационная перегрузка: +7,0g/-3,5g

Вооружение
- Стрелково-пушечное:  
  - встроенное: 2×12,7-мм пулемёта FN Herstal M3
  - подвесное: 1×20-мм пушка на фюзеляжном узле
- Точки подвески: 5
- Боевая нагрузка: 1500 кг
- Управляемые ракеты: 2×ракеты «воздух-воздух» AIM-9 Sidewinder или MAA-1 Piranha или Python 3/4
- Неуправляемые ракеты: 4 блока 70-мм ракет
- Бомбы: свободнопадающие и корректируемые

## Сравнение с аналогами
|                                 | EMB 314 Super Tucano            | Pilatus PC-21                  | Pilatus PC-9 M                 | KAI KT-1C                     | AHRLAC                        |
| ------------------------------- | ------------------------------- | ------------------------------ | ------------------------------ | ----------------------------- | ----------------------------- |
| Внешний вид                     |                                 |                                |                                |                               |                               |
| Принят на вооружение, год       | 2003                            | 2008                           | 1997                           | 2000                          | —                             |
| Размах крыла, м                 | 11,14                           | 9,11                           | 10,19                          | 10,59                         | 12,0                          |
| Длина, м                        | 10,53                           | 11,23                          | 10,18                          | 10,26                         | 10,5                          |
| Масса пустого, кг               | 3020                            | 2280                           | 1780                           | 1910                          | 2000                          |
| Максимальная взлётная масса, кг | 5200                            | 4250                           | 3210                           | 3310                          | 3800                          |
| Практический потолок, м         | 10 670                          | 11 600                         | 11 600                         | 11 600                        | 9450                          |
| Крейсерская скорость, км/ч      | 530                             | 600                            | 500                            | 500                           | 450                           |
| Максимальная скорость, км/ч     | 590                             | 625                            | 590                            | 575                           | 504                           |
| Практическая дальность, км      | 1330                            | 1300                           | 1590                           | 1700                          | 2100                          |
| Топливо, л                      | внутреннее: 695 ПТБ: 2 х 232    | н/д                            | внутреннее: 530 ПТБ: 2 х 250   | н/д                           | н/д                           |
| Тип двигателя                   | 1 х ТВД Pratt&Whitney PT6A-68/3 | 1 х ТВД Pratt&Whitney PT6A-68B | 1 х ТВД Pratt&Whitney PT6A-25C | 1 х ТВД Pratt&Whitney PT6A-62 | 1 х ТВД Pratt&Whitney PT6А-66 |
| Мощность двигателя, л. с.       | 1600                            | 1630                           | 1150                           | 950                           | 950                           |
| Боевая нагрузка, кг             | 1500                            | 1150                           | 1040                           | н/д                           | 800                           |
| Стоимость, млн дол.             | $9,0-14,0 млн                   | $16,0 млн                      | н/д                            | ~$7 млн                       | $10,0 млн                     |